# Pfafflar
Pfafflar is een gemeente in het district Reutte in de Oostenrijkse deelstaat Tirol.
De gemeente Pfafflar bestaat uit de drie uit elkaar gelegen woonkernen Bschlabs, Boden en Pfafflar, die alle drie gelegen zijn in het Bschlabsertal, een zijdal van het Lechtal. Bschlabs ligt acht kilometer dit dal in. Hier loopt de weg vanuit het Lechtal over de Hahntennjoch naar Imst in het Oberinntal.
Het dorp werd in 1300 vermeld als Pavelaers. Dit is vermoedelijk afgeleid van het Latijnse pabularium (alpenweide) of pabulariu (voederplaats). De eerste bewoners van de gemeentegrond waren hierheen gekomen vanuit Imst. De gemeente behoorde tot 1947 tot het district Imst.
Bach · Berwang · Biberwier · Bichlbach · Breitenwang · Ehenbichl · Ehrwald · Elbigenalp · Elmen · Forchach · Grän · Gramais · Häselgehr · Heiterwang · Hinterhornbach · Höfen · Holzgau · Jungholz · Kaisers · Lechaschau · Lermoos · Musau · Namlos · Nesselwängle · Pfafflar · Pflach · Pinswang · Reutte · Schattwald · Stanzach · Steeg · Tannheim · Vils · Vorderhornbach · Wängle · Weißenbach am Lech · Zöblen
- Gemeinsame Normdatei: 4115935-4
- Virtual International Authority File: 243027251